# Keimgehalt
Als Keimgehalt oder auch Keimzahl bezeichnet man in der Mikrobiologie den Gehalt eines Materials an Mikroorganismen, und zwar ihre Anzahl im Verhältnis zum Volumen oder zur Masse des Materials, die Maßeinheit ist meistens ml−1 bzw. g−1 (Bezugsgröße 1 Milliliter bzw. 1 Gramm). Dabei sind Mikroorganismen im aktiven oder ruhenden Stadium gemeint, nicht nur Mikroorganismen-Keime (wie die Bezeichnung vermuten lassen kann).
Die Bezeichnungen Keimgehalt und Keimzahl haben ihre Ursache vermutlich darin, dass sie meistens durch die Koloniezahl bestimmt werden. Das bedeutet, dass man eine bestimmte Menge des Materials möglichst so in einem gelförmigen Nährboden verteilt, dass alle Mikroorganismen einzeln liegen, dann unter geeigneten Bedingungen bebrütet und die dabei gebildeten Mikroorganismen-Kolonien zählt. Im Idealfall entstünde aus einem Mikroorganismus eine Kolonie und die Zahl der Kolonien wäre gleich der Zahl der Mikroorganismen in der Probe (zu Problemen dieses Bestimmungsverfahrens siehe den Artikel Koloniebildende Einheit). Da dieser Idealfall praktisch nie gegeben ist, spricht man lieber von Koloniezahl als von Keimzahl. Mit diesem Verfahren erfasst man – im Gegensatz zur direkten mikroskopischen Zählung – nur lebende, vermehrungsfähige Individuen, aus denen durch ihre Vermehrung Kolonien hervorgehen, die also Keime für die Koloniebildung sind.
Wird der Keimgehalt (die Keimzahl) durch die Koloniezahl bestimmt, kann durch die Wahl selektiver Kulturbedingungen (Zusammensetzung des Nährbodens und der Atmosphäre, Bebrütungstemperatur, Beleuchtung) eine Auswahl der erfassten Mikroorganismen erreicht werden. Zum Beispiel werden nur acidophile und acidotolerante Mikroorganismen erfasst, wenn ein saures Nährmedium verwendet wird. Außerdem können auf bestimmten Nährböden (sogenannte Differentialnährböden) die Kolonien bestimmter Mikroorganismen erkannt und von anderen unterschieden werden, zum Beispiel Säurebildner in Nährmedien mit geeigneten Säureindikatoren. Im Gegensatz dazu kann man die Selektivität der Kulturbedingungen so weit wie möglich einschränken, um möglichst ein breites Spektrum an unterschiedlichen Mikroorganismen zu erfassen. Man spricht dann von Gesamtkeimzahl, und zwar oft auch im Fall eines normalen natürlichen Habitats mit einer Biozönose, die ein breites Spektrum an physiologisch verschiedenartigen Mikroorganismen enthält, obwohl es dafür keine Kulturbedingungen gibt, unter denen alle vorhandenen Mikroorganismen sich vermehren.